# Damalis vitripennis
Damalis vitripennis là một loài ruồi trong họ Asilidae. Damalis vitripennis được Osten-Sacken miêu tả năm 1882.